# Radana Hamsíková
Radana Hamsíková Podzemná (Salmonová) (* 20. ledna 1941 Praha) je česká malířka a restaurátorka.

## Život
Vystudovala Vysokou školu uměleckoprůmyslovou v Praze v atelieru textilní tvorby prof. Antonína Kybala a v atelieru monumentální tvorby prof. Aloise Fišárka (1959-1965). V letech 1965-1969 studovala postgraduálně na Akademii výtvarných umění (AVU) v Praze v atelieru malířských a restaurátorských technik u prof. Bohuslava Slánského.
Do roku 2002 pracovala v restaurátorském atelieru Národní galerie v Praze.
Zúčastnila se řady zahraničních stáží: UNESCO, Florencie, Itálie (1967-1968); Maroko (1968); Cité International Artistique, Francie (1973); Švýcarsko (1989); Paříž (1992); a jako restaurátorský dohled doprovázela výstavy Národní galerie do zahraničí.

### Členství ve spolcích
- Svaz československých výtvarných umělců (do roku 1970)
- Skupiny Profily a Index (rozpuštěny po roce 1970)
- Jednota umělců výtvarných (od roku 1990)
- Tvůrčí skupina pražských výtvarnic SPES/89 (1990-1992)
- Asociace restaurátorů (Rada Asociace restaurátorů)

## Výstavy (výběr)

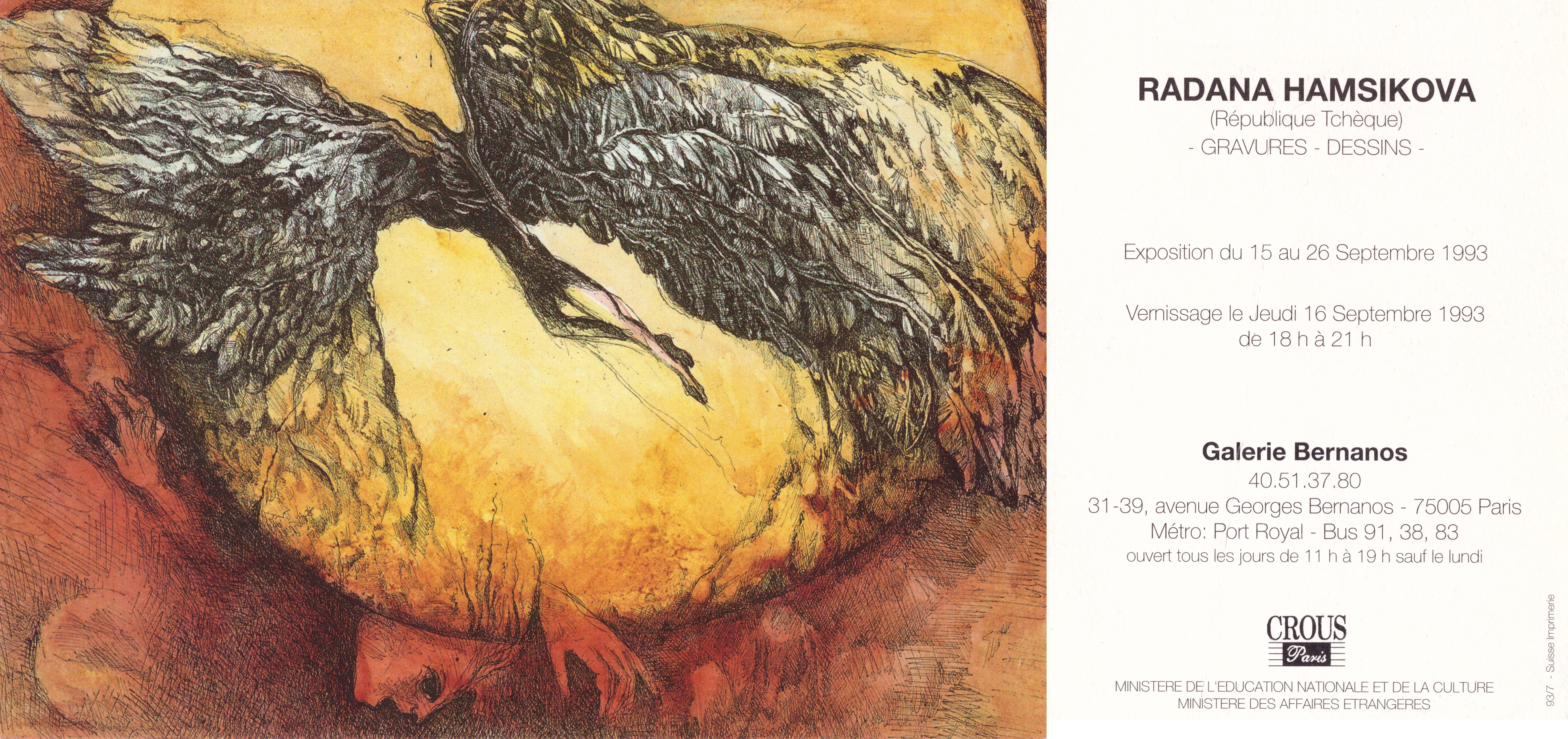
Radana Hamsíková: Fall of Icarus, kolorovaná perokresba, 42x60cm

### Autorské
- 1973 Cité internationale des Arts, Francie
- 1988 Nová Paka s Annou Podzemnou
- 1993 Galerie Bernanos, Paris, Francie
- 1993 Aying, Německo
- 2010 Známková tvorba s Annou Podzemnou, Galerie výtvarného umění Cheb

### Samostatné restaurátorské výstavy
- 2001 Restaurované barokní obrazy a polychromované plastiky (s Mojmírem Hamsíkem) v Galerii hl. m. Prahy – Zámek Troja, katalog: ISBN 80-7010-084-2
- 2008 Ukřižovaný ze Zašové Archivováno 8. 5. 2021 na Wayback Machine., restaurování 2003–2007, Muzeum umění Olomouc
- 2009 Milostný obraz Panny Marie Zašovské, restaurování 2007–2008

### Společné (výběr)
- 1965–1985 společné výstavy Aktivu mladých výtvarníků a kolektivní výstavy Svazu československých výtvarných umělců
- 1966–1967 členské výstavy se skupinou Index a Profily
- 1988 Exlibris, Pescara, Itálie
- 1988 Světová výstava poštovních známek Praga 1988
- 1991 putovní výstava v Německu
- 1992 hosté Hollaru
- 1995 hosté Hollaru
- 1995 výstava výtvarníků Terezín
- od r. 2002 členské výstavy se sdružením Jednota umělců výtvarných

### Společné restaurátorské výstavy
- 1970–1980 restaurátorské výstavy pořádané Českým fondem výtvarného umění – Restaurátorské umění 1948 – 1988 Mánes, Praha
- 1993 Magister Theodoricus, Restaurované deskové obrazy z kaple Sv. Kříže na Karlštejně, Dům U kamenného zvonu, katalog: ISBN 80-7010-024-9
- 1995 Nově restaurovaná díla barokního umění, Galerie hl. m. Prahy
- 1996 Barokní sochařská dílna Jelínků z Kosmonos, Jiřský klášter, Národní galerie v Praze, katalog: ISBN 80-7035-104-7
- 1997 Restaurovaná barokní díla z kostela sv. Ignáce v Praze, kaple sv. Rocha na Strahově, Praha
- 1997 Mistr Theodorik, Národní galerie v Praze
- 1997 Mistr Theodorik, Galerie hl. m. Prahy, Dům u Zvonu
- 1998 Mistr Theodorik Pražský hrad, Starý palác
- 2007 Znovuzrozená krása, restaurovaná díla z církevních sbírek, Muzeum Kroměřížska – zámek v Chropyni, katalog: ISBN 978-80-85945-48-5

### Známková tvorba
- 1987 Mistrovství světa v cyklokrosu
- 1988 emise Současná architektura k výstavě Praga 88
- 1989 emise Ochrana přírody, ohrožené druhy obojživelníků
- 1989 Ohrožená fauna
- 1989 obálky I. dne Wild World Fund for Nature – Švýcarsko
- 1990 Mistrovství světa v házené mužů ČSSR
- 1990 Československá spartakiáda (zrušeno)

### Ocenění
- 1989 – III. cena – známková emise Obojživelníci
- 1989 – Čestné uznání – Ohrožená fauna a obálka I. dne Wild World Fund for Nature
- 2010 – Světová cena kultury v oblasti výtvarného umění – World Union of Culture

### Zastoupení ve sbírkách
- Galerie Karlovy Vary
- Poštovní muzeum v Praze
- Soukromé sbírky v USA, Švýcarsku, Francii, Holandsku

## Publikační činnost
- 1990 Technologia Artis Archivováno 8. 5. 2021 na Wayback Machine. - Paolo Pizza, Trůnící Kristus a P. Marie se sv. Františkem, kapucínský klášter na Hradčanech
- 1991 Bulletin Národní galerie, Radana Hamsíková: Neue Erkenntnisse Über die Maltechnik der Madonna von Roudnice
- 1992 Technologia Artis Archivováno 8. 5. 2021 na Wayback Machine. - Theodorikova přípravná kresba, ISBN 80-900171-5-0
- 1993 Technologia Artis Archivováno 8. 5. 2021 na Wayback Machine. - Theodorik - dílenská praxe, vzory kompozice a tvarových detailů
- 1996 Technologia Artis Archivováno 8. 5. 2021 na Wayback Machine. - Technika leštěné běloby z ateliéru Jelínků, ISSN 1211-3018
- 1996 Technologia Artis Archivováno 8. 5. 2021 na Wayback Machine. - A. Stevens ze Steinfelsu a J. J. Heintsch - K technice malířství 17. století v Čechách, ISSN 1211-3018
- 1996 ARS Bacullum Vitae, Sborník studií z dějin umění a kultury, Petr Brandl - Předzvěst smrti Jana Nepomuckého, Studie malířské techniky
- 1996 Restaurování soch ze Sobotky, Barokní sochařská dílna Jelínků z Kosmonos, Národní galerie, ISBN 80-7035-104-7
- 1997 Restaurovaná barokní díla z kostela sv. Ignáce v Praze, vydala Restaurátorská umělecká společnost Brandl, Praha, 1997
- 1998 Přemyslovský krucifix a jeho doba, restaurátorská zpráva - katalog, vydala Královská kanonie premonstrátů na Strahově
- 2005 Album Amicorum – Sborník ku poctě prof. Mojmíra Horyny, Ústav pro dějiny umění FFUK v Praze, K technice nástěnné malby V. V. Reinera, Acta Artis Academica,
- 2006 ARS VIDENDI, Sborník Professori Jaromír Homolka ad honorem – M. Hamsík, R. Hamsíková: Přemyslovský krucifix z Jihlavy, restaurování a technika, ISBN 80-903600-9-2
- 2007 Znovuzrozená krása - Restaurovaná díla z církevních sbírek Zlínského kraje, ISBN 978-80-85945-48-5
- 2008 Manětínská kapitola v díle Petra Brandla : nově restaurovaná díla barokního umění ze západních Čech autorka: Irena Bukačová, restaurátorská zpráva Radana Hamsíková a Dagmar Hamsíková
- 2008 Ukřižovaný ze Zašové Archivováno 18. 1. 2021 na Wayback Machine. - Muzeum Umění v Olomouci, ISBN 978-80-87149-05-8
- 2009 Milostný obraz Panny Marie Zašovské Archivováno 22. 1. 2021 na Wayback Machine. - Muzeum Umění v Olomouci, ISBN 978-80-87149-27-0
- 2010 Acta Artis Academica - Sborník 3. mezioborové konference ALMA – Restaurování a otázky datace tumby knížete Vratislava z baziliky sv. Jiří na Pražském hradě, 14. stol., ISBN 978-80-87108-14-7
- 2010 Poklady kostela sv. Barbory v Manětíně – Restaurování a technika malby Petra Brandla - Radana Hamsíková, Dagmar Hamsíková, ISBN 978-80-86720-51-7 Restaurátorská zpráva
- 2010 Průzkumy památek - Středověké nástěnné malby v kostele Povýšení sv. Kříže ve Vrbně u Mělníka (J. Royt, D. Hamsiková, R. Hamsíková, J. Čepelák)

## Restaurátorská činnost (výběr)

### Restaurátorské práce sochařské (výběr)
- Přemyslovský krucifix - premonstráti, Strahov,
- Sochy, obrazy a nástěnné malby v kostele sv. Ignáce v Praze
- Gotický krucifix - Pražský hrad
- Barokní sochy ze Západočeského muzea a galerie Chomutov
- Barokní a gotické sochy z katedrály sv. Václava - Arcibiskupství Olomouc
- Barokní sochy z Lorety, Praha, Ukřižovaný ze Zašové
- Barokní sochy z arcidiecéze pražské
- Celý hlavní oltář (architektura, sochy, hl. olt. obraz, sochy hudebních andělů na kůru kostela) z kostela sv. Jana Křtitele v Tatenici
- Barokní Kalvárie kostela sv. Jana Křtitele v Tatenici
- Raně barokní oltář (architektura, hl. olt. obraz) v Řasnici u Frýdlantu v Čechách
- Renesanční křtitelnice - Frýdlant
- 2 nadživotní sochy z hl. oltáře kostela v Brodu nad Tichou

### Restaurátorské práce malířské (výběr)
- 11 obrazů Mistra Theodorika z kaple sv. Kříže na Karlštějně
- 3 obrazy Petra Brandla (Manětín, Jaroměřice, kostel sv. Tadeáše Praha, Plzeň - arcibiskupské muzeum)
- Soubor obrazů J. J. Heinsche
- Soubor obrazů I. Raaba Olomouc (hl. oltářní obraz a kaple)
- Velehrad a soubor barokních obrazů J. K. Handke
- Obrazy J. I. Satllera, soubor obrazů benediktinského arciopatství sv. Markéty v Břevnově
- Řada obrazů z kláštera Premonstrátů na Strahově v Praze
- Gotické obrazy P. Marie Zašovská, Olomouc
- Soubor gotických obrazů - Muzeum a galerie Chomutov
- Barokní a renesanční obrazy z Muzea a galerie v Poličce
- Nástěnné malby v katedrále sv. Víta
- Nástěnné malby barokní a gotické v Praze
- V.V. Reiner - kostel sv. Jiljí, sv. Ignáce, Clam-galasský palác